# Szalonnavölgy
Szalonnavölgy (románul: Văleni), település Romániában, a Partiumban, Szilágy megyében.

## Fekvése
Nagykeresztes mellett fekvő település.

## Története
Szalonnavölgy (Văleni) korábban Nagykeresztes része volt. 
1910-ben 410 román lakosa, 1956-ban 676 lakosa volt.
A 2002-es népszámláláskor 475 román lakost számoltak össze itt.